# Platidiolus nazarenkoi
Platidiolus nazarenkoi is een keversoort uit de familie van de loopkevers (Carabidae). De wetenschappelijke naam van de soort is voor het eerst geldig gepubliceerd in 2001 door Lafer & Zamotajlov.